# Green Rocks
Die Green Rocks sind eine kleine Gruppe von Rifffelsen im Archipel der Windmill-Inseln vor der Budd-Küste des ostantarktischen Wilkeslands. Sie liegen 400 m östlich der Insel Honkala Island und ebensoweit von der Festlandküste entfernt im östlichen Abschnitt der Gruppe der Swain-Inseln.
Erstmals kartiert wurden sie anhand von Luftaufnahmen, die bei der US-amerikanischen Operation Highjump (1946–1947) entstanden. 1957 nahmen Wissenschaftler der Wilkes-Station unter der Leitung des US-amerikanischen Polargeographen Carl Robert Eklund (1909–1962) eine Vermessung vor. Eklund benannte sie nach Sydney E. Green, Mitglied einer Einheit der United States Navy zur Unterstützung der Überwinterungsmannschaft auf der Wilkes-Station im Internationalen Geophysikalischen Jahr (1957–1958).